# Nový Hlavák
Nový Hlavák je architektonický návrh proměny výpravní budovy hlavního nádraží v Praze a jeho okolí. Jeho cílem je rekonstrukce odbavovací haly, zakomponování nové tramvajové trati a revitalizace Vrchlického sadů.
V mezinárodní soutěži, která byla vyhlášena v červnu 2022, zvítězili v listopadu 2023 architekti z kodaňského studia Henning Larsen Architects. Soutěž na zakázku vypsali společně pražský magistrát, Dopravní podnik hl. m. Prahy a Správa železnic. Projekt má být zahájen v roce 2028, dokončen za tři roky a stát má asi dvě miliardy korun.

## Vítězný návrh
Vítězné studio nazvalo svůj návrh „Šťastný Hlavák“. Jeho dominantou je dřevěná střešní konstrukce, která propojuje nádražní halu a tramvajové zastávky. Počítá se zbouráním velké části dolní odbavovací haly. Zbourány mají být oba boky haly i restaurace a obchody, které se v nich nacházejí.
Nová tramvajová trať povede z Vinohradské mezi budovami Národního muzea Wilsonovou ke Státní opeře, kde má vzniknout nová zastávka. Po průjezdu ulicí Politických vězňů odbočí do Washingtonovy a dostane se tak před halu nádraží, kde bude další zastávka. Poté se napojí na současnou trať v ulici Bolzanova.
Po zveřejnění vítězného návrhu však ministerstvo kultury uvedlo, že nová odbavovací hala je kulturní památka. Památková ochrana se týká zejména secesní Fantovy budovy Hlavního nádraží, nová odbavovací hala ze 70. let 20. století je však podle ministerstva její přístavbou, takže se na ni památková ochrana rovněž vztahuje. Vítězný návrh tak není realizovatelný. Proveditelný by byl jen v případě, že by památková ochrana byla sňata.
Vyjádření ministerstva kultury rozporovala Správa železnic. Na jaře 2022, když soutěž začínala, vše konzultovala s Národním památkovým ústavem a odborem památkové péče magistrátu. Budova nové odbavovací haly nebyla podle ní zapsaná ani v ústředním seznamu kulturních památek.

### Reakce

#### Ocenění
Návrh uvítal např. bývalý pražský primátor Zdeněk Hřib, který oceňuje, že v Praze vznikne první zastřešené náměstí. Bez odvahy a snahy překračovat zažité představy podle něj nikdy nevznikne nic výjimečného.
Podle náměstka primátora, architekta Petra Hlaváčka, vzniklo unikátní řešení, které elegantně a efektivně propojuje odbavovací halu s přilehlým parkem.

#### Kritika
Návrh vzbudil také kritické ohlasy. Vedl ke vzniku petice za přepracování návrhu, jejíž autoři vyzvali k zachování nové odbavovací haly. Návrh na vznik dřevěné konstrukce, která má být o 13,8 metrů vyšší než původní budova, podle nich nezapadá do pražského kontextu. Jeho prvky odpovídají architektuře jižních států nebo Blízkého východu, v českém klimatu budou pro cestující znamenat menší komfort. Nová zvýšená konstrukce také skryje secesní Fantovu budovu. Autoři však ocenili zavedení tramvajové trati před nádraží a renovaci Vrchlického sadů.
Zásadní nesouhlas s návrhem vyslovil Klub Za starou Prahu. Vadí mu zejm. plánovaná demolice velké části odbavovací haly, která podle něj patří k nejkvalitnějším poválečným stavbám v Praze i celé České republice. Je totiž dle jeho názoru vynikajícím dílem architektonického týmu, jehož členy byli Jan Bočan, Josef Danda, Zdeněk Rothbauer, Jan Šrámek a Alena Šrámková. Navíc byla v roce 2011 dokončena její rekonstrukce nákladem 1,2 miliardy Kč. Kromě toho náhrada uzavřené haly otevřenou pergolou zhorší komfort cestujících.

## Další návrhy
Do soutěže se přihlásilo 26 multioborových týmů z Česka i zahraničí. 
Na 2. místě skončila barcelonská studia Miralles Tagliabue EMBT a OCA architects.
Třetí místo zaujal návrh konsorcia re:architekti (Česko), baukuh studio associato a Yellow Office (oba Itálie).